# Iànovo
Iànovo (en rus: Яново) és un poble de l'óblast de Nijni Nóvgorod, a Rússia, segons el cens del 2010 tenia 575 habitants, pertany al municipi de Lopàtino.